# Laffitteina
Laffitteina es un género de foraminífero bentónico de la subfamilia Rotaliinae, de la familia Rotaliidae, de la superfamilia Rotalioidea, del suborden Rotaliina y del orden Rotaliida. Su especie tipo es Laffitteina bibensis. Su rango cronoestratigráfico abarca el Maastrichtiense (Cretácico superior).

## Clasificación
Laffitteina incluye a las siguientes especies:
- Laffitteina bibensis †
- Laffitteina boluensis †
- Laffitteina compressa †
- Laffitteina conica †
- Laffitteina erki †
- Laffitteina jaskii †
- Laffitteina khorassanica †
- Laffitteina koyulhisarica †
- Laffitteina lecalvezae †
- Laffitteina melona †
- Laffitteina mengaudi †
- Laffitteina monodi †
- Laffitteina turcica †
- Laffitteina vanbelleni †